# Ermita de la Mare de Déu dels Desemparats (Càlig)
L'Ermita dels Desemparats a Càlig, a la comarca del Baix Maestrat, és una petita ermita que se situa dins del nucli de població de Càlig. Està catalogada de manera genèrica com Bé de Rellevància Local, amb codi: 12.03.034-005.

## Descripció
Més que una ermita, la de la Mare de Déu dels Desemparats pot qualificar-se de Capella urbana. Es troba en la confluència dels carrers Mare de Déu dels Desemparats i Raval, estant adherida a habitatges particulars per la part de darrere.
Càlig posseïa quatre capelles urbanes d'aquest estil, construïdes durant el segle xviii, de les quals tan solament s'ha conservat la de la Verge dels Desemparats.
La capella presenta planta rectangular i coberta amb teulada piramidal del que no queda a la vista més que una part, ja que el tambor octogonal sobre el qual descansa la cúpula, de teules vidriadas blaves, ho tapa gairebé íntegrament. Com a part de la rematada podem veure un ócul que s'obre en el tambor i un campanar de paret sense campana, en forma d'arc de mig punt.
La façana del xamfrà presenta una senzilla porta rectangular, de metall i amb cristalls, moderna en la seva factura, que es troba emmarcada per carreus. Com a decoració tan sols pot remarcar-se un relleu en la llinda de la porta.